# Inti Creates
Inti Creates Co., Ltd. (株式会社インティ・クリエイツ, Kabushiki-gaisha Inti Kurieitsu) é uma empresa desenvolvedora de jogos eletrônicos japonesa que foi formada por um grupo que pertenceu à Capcom em maio de 1996, melhor conhecida pela criação das séries Mega Man Zero e Mega Man ZX. Eles também publicaram vários álbuns de música compostas e modificadas por III: Sound Create Unit, cujos membros são Ippo Yamada, Luna Umegaki, Tsutomu Kurihara, Masaki Suzuki e Akari Groves.

## Discografia
- INTIR-001 Remastered Tracks Rockman Zero
- INTIR-002+3 Remastered Tracks Rockman Zero IDEA
- INTIR-004+5 Remastered Tracks Rockman Zero TELOS
- INTIR-006+7 Remastered Tracks Rockman Zero PHYSIS
- INTIR-008+9 Rockman ZX Soundtrack "ZX Tunes"
- INTIR-010+11 Rockman ZX Advent Soundtrack "ZXA Tunes"
- INTIR-012 Rockman ZX Soundsketch "ZX Gigamix"
- INTIR-013 Rockman 9 Original Soundtrack
- INTIR-014 Rockman 9 Arrange Soundtrack